# Neanthes galetae
Neanthes galetae är en ringmaskart som beskrevs av Fauchald 1977. Neanthes galetae ingår i släktet Neanthes och familjen Nereididae. Inga underarter finns listade i Catalogue of Life.